# Solpuguna browni
Espèce
Synonymes
- Solpuga browni Lawrence, 1928

Solpuguna browni est une espèce de solifuges de la famille des Solpugidae.

## Distribution
Cette espèce est endémique de Namibie.

## Description
Le mâle holotype mesure 24 mm.

## Étymologie
Cette espèce est nommée en l'honneur de J. S. Brown .

## Publication originale
- Lawrence, 1928 : Contributions to a knowledge of the fauna of South-West Africa VII. Arachnida (Part 2). Annals of the South African Museum, vol. 25, p. 217-312 (texte intégral).